# 삼성SDS
삼성SDS(영어: Samsung SDS)는 1985년 설립된 삼성그룹 계열의 대한민국 ICT 기업이다. 삼성그룹의 IT서비스를 담당하는 회사로 출발하여 대외SI 및 IT Outsourcing과 물류사업으로 확장하였으며, 최근엔 기업 환경에 최적화된 클라우드 서비스와 디지털 물류 플랫폼 기반 물류 서비스 기업으로 성장하고 있다.
2014년 11월 14일 한국거래소에 상장하였다.

## 연혁
삼성SDS의 전신은 1985년 5월 초기 자본금 2억 원, 비상장 IT 업체로 출발한 삼성데이타시스템(주)이다. 1985년 7월 삼성물산 전산시설, 1986년 6월 동방생명(현 삼성생명)의 전산 시설을 인수했다. 1987년 한국IBM과 합작 계약을 체결했다. 1989년 8월 삼성정보교육센터(SITEC)를 설립했으며, 같은 해 9월 삼성네트워크서비스(SNS)사업을 시작했다. 1991년 9월 그룹 관계사들의 전산실 종합관리(SM사업) 사업에 진출하기 시작해 1992년 11월 삼성생명을 비롯하여 1993년 1월 삼성신용카드사 등의 SM사업을 잇달아 수주하면서 회사를 키웠다. 1996년 4월 컴퓨터통신 ‘유니텔(UNITEL)’ 사업을 시작했다. 1997년 4월 현재의 상호로 변경하였다.
2010년 1월 삼성네트웍스를 흡수합병했다. 삼성SDS는 2011년 중국과 동남아 등지의 자회사를 중심으로 삼성SDS GSCL 베이징을 비롯해 8개의 해외 물류법인을 설립했다. 삼성SDS는 이 같은 물류사업으로 2012년 6천 276억 원의 매출을 올렸다. 2013년 12월 삼성SNS를 흡수합병함에 따라 삼성SNS는 법인이 소멸되었다.
2014년 11월 글로벌 ICT기업 도약을 위해 유가증권 시장에 상장하였다.

## 사업 내용
삼성SDS의 주요사업은 크게 IT서비스와 물류BPO(Business Process Outsourcing)로 구분된다.

### IT 서비스
고객사의 수주를 받아 IT시스템을 구축하는 컨설팅/SI(System Integration)과 구축한 시스템과 인프라를 운영하는 아웃소싱으로 구분된다. 컨설팅/SI의 경우 주로 수주에 기반해 프로젝트 단위로 진행되기 때문에 매출과 수익성의 변동성이 존재하나, 안정적이고 수익성이 높은 아웃소싱 업무를 확보하기 위한 사전 단계라 할 수 있다. 고객사의 IT투자지출과 인프라 수요가 매출의 주요 변수이며, 아웃소싱 비중이 확대되면서 수익성 개선이 나타나고 있다.
- Consulting – IT Master plan, Process Innovation, Information Strategy Planning, Agile 및 CX 등을 통해 비즈니스 현안을 분석하고 해결방안을 제시하여 비즈니스 경쟁력 강화를 지원하고 있다.
- System Integration - 경영관리(ERP), 공급망관리(SCM), 고객관리(CRM), 제조실행(MES) 등 업종별 Application 분석, 설계 및 개발 서비스를 제공하고 있다.
- Application Outsourcing – 전자, 제조, 서비스, 금융 및 의료 업종 등의 비즈니스 지원을 위한 안정적인 Application 운영 서비스를 제공하고 있다.

### 물류BPO (Business Process Outsourcing)
2011년부터 삼성전자 글로벌 사업장 중심으로 통합 물류 서비스를 제공하고 있다. 자체 개발한 솔루션 ‘Cello’에 기반해 물류 실행을 최적화하여 원가절감과 효율성 증대를 통해 가치를 창출하는 서비스이다. 선박·물류창고와 같은 물류 서비스를 위한 자체 자산은 보유하지 않으며, 최적 업체 선정과 실행을 대행하는 4PL(4th Party Logistics)에 해당한다. 삼성전자 물량 대부분을 확보한 상황으로, 삼성전자 제품 판매가 호조를 보일 경우 물동량 상승으로 매출과 마진이 개선되는 구조이다. 현재 삼성 계열사와 대외고객으로 사업영역 확대를 계획하고 있다.

### Captive 대상 SI 및 Outsourcing 수행 [1985~2010]
- 1985년 5월: 초기 자본금 2억 원, 비상장 IT 업체로 삼성데이타시스템 설립
- 1985년 7월: 계열사 삼성물산 전산시설 인수
- 1986년 6월: 계열사 동방생명(현 삼성생명) 전산 시설 인수
- 1987년: 한국 IBM과 합작 계약을 체결
- 1989년 8월: 삼성정보교육센터(SITEC)를 설립
- 1989년 9월: 삼성네트워크서비스(SNS) 사업을 시작
- 1997년 4월: 삼성SDS로 상호 변경
- 1997년 5월: 미국법인 ‘SDSA’ 및 합작법인 ‘CSP’ 설립
- 1997년 10월: 삼성멀티캠퍼스 개관
- 1997년 11월: 미국 마이크로소프트 사와 '전략적 제휴관계'를 체결
- 1998년 5월: 유니텔「유니원98」서비스 개시
- 1998년 6월: 미국 HP사, SGI사와 전략적 제휴체결
- 1998년 11월: 미국 CA (Computer Associates)사와 전략적 제휴
- 1999년 11월: 국내 SI업계 최초 매출 1조원 달성
- 1999년 12월: 중국법인설립
- 2000년 3월: 정보통신본부를 유니텔로 사업분할(분할비율- SDS 1: 유니텔 2)
- 2000년 7월: 주식을 액면분할(주당 5000원→500원),자본금 28억 증자(우리사주 56만주, 자본금 228억 원)
- 2000년 9월: 유럽법인설립
- 2001년 8월: 멕시코 티후아나 데이터센터 오픈
- 2002년 5월: 분당 하이테크 개관
- 2003년 12월: 국내최초 ITIL(IT Infrastructure Library) 최고등급 ‘마스터’ 레벨을 획득
- 2004년 5월: 마이크로소프트사와 전략적 제휴(닷넷사업 공동추진)를 체결
- 2004년 6월: 영국표준협회로부터 IT 서비스 관리에 대한 국제 표준인 BS 15000 인증을 획득
- 2005년 11월: P-CMM (People Capability Maturity Model) Level3 획득 (카네기 멜론대 소프트웨어 공학연구소)
- 2006년 10월: SDS Asia Pacific (SDSAP) 법인 설립 (싱가포르)
- 2007년 4월: SDS Latin America (SDSLA) 법인 설립 (브라질)
- 2007년 7월: 전자태그(RFID) 솔루션 국제인증 획득 (EPCglobal)
- 2007년 10월: 프랑스 캡제미나이(Capgemini) 社와 공동사업전개 제휴
- 2008년 3월: SAP APJ 社와 공동사업전개 제휴
- 2008년 6월: 오픈소스 기반의 자바SW 프레임워크 'AnyFrame' 공개
- 2009년 1월: SDS India(SDSI)법인 설립 (인도)
- 2009년 3월: 독일 TechniData 통합 환경솔루션 사업협력 MOU
- 2009년 10월: 국내 최초 클라우드 컴퓨팅 센터 개관

### 물류BPO 및 제조 IT 기반 성장 [2010~2012]
- 2010년 1월: 삼성네트웍스를 흡수 합병[7]
- 2010년 9월: IT서비스 경영 시스템 (ISO/IEC 20000) 인증 획득: BSI(영국표준협회)
- 2010년 10월: 자회사형 표준사업장 오픈핸즈(주) 설립
- 2011년 11월: 미국 eMeter 社와 전략적 제휴 체결
- 2011년 12월: 러시아 지점 개소
- 2012년 7월: 스타트업(벤처) 발굴 육성 프로그램 'sGen Eco Network' 개시

### 솔루션 경쟁력 강화 / 글로벌 사업 본격화 [2013~현재]
- 2013년 3월: 신사업 아이디어 공모전 'sGen Global' 개최
- 2013년 4월: 서울 송파구 삼성SDS타워(동관) 입주
- 2013년 12월: 삼성SNS를 흡수 합병[8]
- 2014년 7월: 서울 송파구 삼성SDS타워(서관) 본관 이전 완료
- 2014년 10월: 전략물자 자율준수무역거래자 ‘AAA’ 최고등급 획득(산업통상자원부)
- 2014년 11월: 한국거래소 유가증권시장 주권 상장
- 2015년 6월: 상암IT센터 개관
- 2015년 11월: 교육컨텐츠 사업 크레듀(現 멀티캠퍼스)로 양도
- 2016년 5월: 글로벌 뱅킹 솔루션 업체 EdgeVerve사와 전략적 파트너십 체결
- 2016년 6월: SAP와 엔터프라이즈 클라우드 사업협력에 대한 MoU 체결
- 2016년 9월: 레드닷(Red Dot) 디자인상 3개 부문 수상 (Smart Home App, Cello Square, Samsung SDS Enterprise Conferencing)
- 2017년 2월: Samsung Mobile Security Management Suite, 국내 IT서비스/솔루션 업계 최초 글로모 어워즈(Global Mobile Awards) 2017 수상
- 2017년 3월: 독일 iF 디자인상 수상 (Knox Meeting, Cello Square, sHome)
- 2017년 5월: 미국 IDEA 디자인상 수상 (Matcher, Angel Talk, Brightics)
- 2017년 11월: 홍원표 대표 취임
- 2018년 1월: 삼성SDS 'Data-driven Digital Transformation Leader' 새 비전 선포
- 2018년 3월: 독일 iF 디자인상 수상 (UX 표준시스템 OPUS)
- 2018년 5월: EY사와 블록체인 사업협력에 대한 MoU 체결
- 2018년 6월: 삼성SDS–베트남 CMC社, 스마트팩토리 사업추진을 위한 전략적 협약 체결
- 2018년 7월: 블록체인 플랫폼 Nexledger, 대한민국 디지털경영혁신대상 국무총리상 수상
- 2018년 9월: 美 포브스(Forbes) '세계 100대 IT 기업'에 선정
- 2018년 10월: 물류부문, 수출입안전관리우수업체(AEO) 인증 획득
- 2018년 11월: 삼성SDS, 세계 스타크래프트(StarCraft®) AI 대회 우승
- 2019년 2월: 삼성SDS-VMware, 디지털 업무환경 혁신 사업 공동 추진
- 2019년 3월: 삼성SDS, 글로벌 Serverless 컴퓨팅 이스라엘 기업, 이과지오(Iguazio)에 투자
- 2019년 4월: 포브스(Forbes) '글로벌 블록체인 50 기업'에 선정
- 2019년 4월: 가트너(Gartner) '글로벌 IT 서비스 시장 2018'에 선정 (22위)
- 2019년 4월: 삼성SDS-포르투갈 글린트(Glintt), Nexmed Cardio 공동마케팅 위한 업무 협약 체결
- 2019년 4월: 삼성SDS-테크 마힌드라社, 기업형 블록체인 플랫폼 넥스레저(Nexledger)의 확산 위한 블록체인 업무 협약 체결
- 2019년 5월: 미국 솔루션 기업, 지터빗(Jitterbit)에 투자
- 2019년 5월: 베트남 IT서비스 기업, CMC와 전략적 파트너십 체결
- 2019년 5월: Realize your vision through Digital Transformation' 주제로 REAL 2019 개최
- 2019년 5월: 스마트시티 인프라 구축과 데이터 솔루션 사업 위해 영국 애플리케이션 업체, 텔렌사(Telensa)와 파트너십 체결
- 2019년 6월: 단말기 위협 탐지·대응(EDR) 솔루션을 보유한 미국 센티넬원(SentinelOne)에 투자
- 2019년 7월: 글로벌IT서비스 Top 15 중 12위로 선정(글로벌브랜드 컨설팅업체 브랜드파이낸스)
- 2019년 9월: 2019 레드닷 디자인 어워드 최고 디자인상 수상(녹스 포털 협업 솔루션 '가상 개인비서')
- 2019년 10월: 디지털차이나와 IT서비스 사업 확대 위한 MOU 체결
- 2019년 10월: 아시아 태평양 지역 블록체인 대표 사업자로 선정(포레스터)
- 2019년 11월: 이탈리아 피에라 밀라노와 디지털 트랜스포메이션 추진을 위한 전략적 파트너십 체결
- 2019년 12월: 베트남 소비코 그룹과 디지털 트랜스포메이션 지원 및 물류 혁신을 위한 MOU 체결
- 2019년 12월: Xeedlab(신사업 아이디어 공모전) 4기 Top 3 최종 선정
- 2020년 1월: 글로벌 IT서비스 기업 브랜드 가치 11위 선정 (英 글로벌브랜드 컨설팅업체 브랜드파이낸스)
- 2020년 1월: EMM(모바일 보안 솔루션), 미국 국가안보국 산하 국가정보보증협회로부터 세계 최초로 최신 보안 인증(CC) 획득
- 2020년 2월: PwC컨설팅과 AI 기반 업무혁신 사업 확대 위한 MoU 체결
- 2020년 2월: 포브스(Forbes) '글로벌 블록체인 50 기업'에 2년 연속 선정
- 2020년 3월: 글로벌 기업 크레도락스와 블록체인 및 RPA 솔루션 기반 지급결제 플랫폼 사업 협력
- 2020년 4월: 가트너(Gartner) '글로벌 IT 서비스 시장 2019'에 선정 (24위)
- 2021년 1월: 브랜드파이낸스(Brand Finance) 글로벌 IT서비스 기업 브랜드 가치 10위 선정
- 2021년 1월: 브랜드파이낸스(Brand Finance) 글로벌 Tech 100 기업 중 브랜드 가치 86위 선정
- 2021년 2월: 포브스(Forbes) '글로벌 블록체인 50 기업'에 선정
- 2021년 4월: 가트너(Gartner) '글로벌 IT 서비스 시장 2020'에 선정 (25위)
- 2022년 1월: 브랜드파이낸스(Brand Finance) 글로벌 IT서비스 기업 브랜드 가치 13위 선정
- 2022년 2월: 포브스(Forbes) '글로벌 블록체인 50 기업'에 선정
- 2022년 4월: 가트너(Gartner) '글로벌 IT 서비스 시장 2021'에 선정 (21위)
- 2022년 7월: 미국 디지털 물류 스타트업 Vizion社 투자, 국내 IT서비스 기업 최초 오픈소스 국제 표준 인증 (ISO/IEC 5230:2020) 획득
- 2022년 9월: '클라우드를 통한 기업의 성장과 미래'를 주제로 'REAL Summit 2022' 개최
- 2022년 12월: 세계적 AI학회 ‘NeurIPS’서 3년 연속 강화학습 최적화 논문 채택
- 2023년 3월: 국내 1위 공급망관리업체 '엠로'의 최대주주로 등극
- 2023년 4월: 국내 최초 SW 프로세스 품질인증 최고등급 획득
- 2023년 5월: o9 Solutions·엠로와의 사업협력 통한 글로벌 공급망 SaaS 시장 공략
- 2023년 9월: 생성형 AI로 기업의 하이퍼오토메이션 선도 'REAL Summit 2023' 개최

## 제품 및 서비스
삼성SDS는 AI, Blockchain, Cloud, Data analytics, Security(ABCDS) 등 IT신기술을 기반으로 자체 개발한 솔루션/서비스를 제조 및 판매한다.

### 솔루션 & 플랫폼

#### AI & DATA ANALYTICS
PC에서 모바일로 업무범위가 확대되고 IoT를 통한 데이터 통신 IT환경이 급변화 데이터량이 급증함에 따라 삼성SDS는 빅데이터 분석 기술을 활용한 SW 제품들을 출시하였다.
- Brightics AI - 삼성SDS는 데이터 분석(Data Analytics) 기술을 활용해 미래 예측, 사전 리스크 관리 등의 서비스가 가능한 AI기반 빅데이터 분석 플랫폼을 출시, 제품명을 'Brightics AI' 로 브랜딩 하였다. 다양한 업종에서 활용할 수 있는 분석 모델을 통해 방대한 양의 정보를 인공지능으로 빠르게 분석하고, 이해하기 쉽게 시각화 해주어 데이터 전문가가 아니더라도 손쉽게 데이터 분석이 가능하도록 개발하였다. 이 제품은 현재 제조 현장의 품질과 수율을 극대화할 수 있도록 지원하거나, 물류 배송 중 물류 리스크 관리로 실시간 추적 서비스를 지원하고 있다.[10] 실 사례로 삼성전자는 건당 수시간 걸리던 분석 소요 시간을 20분 내외로 크게 줄일 수 있었고, 2015년 8월 텐진항 폭발사고때 데이터 분석 기반 위험 모니터링을 통해 위험 상황을 사전에 감지하고, 우회 경로를 제공함으로써 고객의 피해를 최소화 할 수 있었다.[11]

- Brity RPA - AI기술이 분석 서비스에서 대화형 서비스까지 가능하게 되면서, 삼성SDS는 자연어로 대화하여 고객이 요청하는 업무를 수행하는, 기업을 위한 대화형 AI 플랫폼 'Brity RPA'를 출시하였다. 사용자의 언어를 인식하여 문맥을 인지하고, 인공지능 플랫폼 Brightics AI의 머신러닝을 기반으로 대화모델을 자동으로 생성하여 사람과 대화하듯 지능형 대화가 가능하도록 설계되었다. 단문이 아닌 복잡한 중문의 문장일지라도 사용자의 질문의도를 분석해 질문자의 의도에 맞는 답변이 가능하게 하여 제조, 금융, 서비스 업 등 어떠한 산업에서도 고객사의 데이터와 연계하여 원하는 서비스를 제공할 수 있게 하였다.[12]

#### IoT
시간, 장소, 사물이 제약 없이 통신이 가능한 '사물인터넷 시대'가 도래하면서 삼성SDS도 데이터 관리 기술을 활용한 IoT 플랫폼을 개발 및 출시하였다.
- Brightics IoT - 삼성SDS는 데이터 수집 및 처리 기술을 활용하여 시스템 관리 체계를 최적화하며 IoT 디바이스를 빅데이터 솔루션 및 레거시 시스템과 쉽게 연결해 줄 수 있는 IoT 플랫폼 'Birghitcs IoT'를 출시하였다. 프로토콜 어댑터를 활용 MQTT, CoAP, WebSocket 기반의 IoT 디바이스와 연결이 수월하고 C, Java, .Net, Android, iOS를 지원하는 SDK의 사용으로, 다양한 시스템 언어 및 프로토콜과도 쉽게 호환될 수 있도록 설계되었다. 다양한 형태의 데이터를 빠르게 수집하고 AI기반 분석 플랫폼과 연계 시각화된 데이터를 해석할 수 있는 자료 제공이 가능하다.[14]

- RMS - Brighitcs IoT를 바탕으로 삼성SDS는 원격에서 IoT 디바이스의 원활한 작동과 업데이트가 가능할 수 있도록 클라우드 기반 유지보수 솔루션을 출시하였다. 이를 통해 상호 연결된 디바이스를 모니터링하고 이상 징후를 사전에 탐지해 장애 발생시 신속한 파악 및 복구가 가능함으로써 고객의 비즈니스 손실을 최소화할 수 있게 하였다. 2016년에는 AJ네트웍스의 렌탈제품 자산관리를 IoT를 활용한 원격관리솔루션(Remote Management Solution)을 통해 관리하는 업무협약을 체결하였다.[15]

- Smart Home - Brightics IoT 플랫폼을 활용 홈 네트워크의 허브역할을하는 스마트 월패드와 도어록을 선보이고 있다. IoT 플랫폼을 접목함으로써 소비자가 스마트 월패드 이외의 제어장비를 사거나 빌릴 필요가 없어 아파트, 다세대, 빌라, 단독주택 등 주거형태와 무관하게 설치하고 사용할 수 있게 하였다. 사용자는 이러한 기기를 활용하여 라이프스타일에 최적화된 주거 관리 서비스를 제공 받을 수 있게 되었다.[16] 삼성SDS의 Smart Home 제품(도어락, 월패드 등)은 iF, Reddot, IDEA Awards와 같은 글로벌 기관에서 디자인상을 수상하였다.[17][18][19]

#### BLOCKCHAIN
4차 산업혁명의 핵심기술로 부각된 블록체인이 주요 사업의 근간 기술로 확대되면서 삼성SDS는 국내 블록체인 업체에 투자를 단행하였다.
- Nexledger Universal - 투자한 업체의 블록체인 기술을 활용하여 기업용 블록체인 플랫폼 'Nexledger'를 출시하였다. 2017년 4월 기자 간담회를 통해 Nexledger와 블록체인 신분증(Digital Identity) 및 지급결제 서비스를 공개, 공인인증서의 불편함과 고객정보 유출 리스크를최소화할 수 있는 특장점을 소개하기도 하였다.[21] 11월에는 서울시 블록체인 발주 사업을 수주하였다. 이로 인해 대한민국 최초 공공 분야로 진출한 블록체인 기업이라는 타이틀을 거머쥐게 되었다.[22] 2019년 4월 삼성SDS는 거래 처리속도가 향상됙, 화이트박스 암호기술 적용으로 보안성이 강화된 Nexledger의 차기버전 Nexledger Universal을 출시하였다.[23][24]

#### MANUFACTURING
삼성SDS는 수십년 동안 삼성그룹의 제조 IT서비스를 제공했던 기술적인 역량을 바탕으로 'Nexplant' 로 브랜딩한 솔루션을 출시하였다.
- Nexplant - 이 솔루션의 특징은 전통적인 생산관리에서 인공지능형태로 서비스하는 시대의 결과물이라 할 수 있다. 2016년부터 4차산업혁명과 관련하여 IT업계 스마트 제조산업에 대한 관심이 높아지면서 빅데이터 분석, IoT, AI 기술이 접목된 스마트 팩토리 시장이형성되었고, 삼성SDS는 그룹 관계사와 국내 제조분야에서 쌓은 역량을 바탕으로 복잡해진 제조 공정을 업의 특징에 맞게 최적화하여 제조 경쟁력 향상에 기여할 수 있는 솔루션을 개발하였다.[27] 이 솔루션은 총 5개의 단위 제품으로 구성되어 있다.

1. Analytics: 공정 및 설비 이상의 근본 원인을 분석, 문제를 해결하고 나아가 향후 발생 가능한 문제를 예측 관리
2. MES: 최적화된 자동 설비 제어를 통해 생산성 제고 및 다운타임을 최소화하여 효율적으로 생산 품질을 유지
3. SLM: CAE 업무를 인공지능과 클라우드 기반으로 자동화하여 최적의 성능과 품질을 갖춘 제품 생산 지원
4. PLM: 제품의 기획, 설계, 개발, 검증, 생산, 서비스 단계까지 제품 정보를 관리, 추적하여 제품 개발 효율을 극대화
5. EAM: 데이터 기반으로 자산 생애주기를 분석하고 유동적으로 운영하여 제조 환경을 체계적으로 지원

#### ENTERPRISE MOBILITY
모바일을 활용한 BYOD 솔루션으로 삼성SDS는 ‘모바일 데스크’ 라는 서비스를 2008년에 공개, 모바일 기반 기업 그룹웨어 및 커뮤니케이션 솔루션으로 발전하였다.
2011년에는 북유럽 최대 IT사인 Tieto사와 사업협력을 체결 업계 사상 최초로 유럽 선진 시장 진출을 위한 기반을 마련하였고, 빙그레, CJ, 하이트진로, 코오롱 그룹 등 약 100여개 기업, 6만2000명이 사용하는 서비스로 확대되었다.
- Brity EFSS: Enterprise File Sync & Share의 약자로 기업의 모든 콘텐츠를 클라우드로 중앙화 관리하여 실시간 공동 편집, 파일 공유, 세분화된 권한 제어 등을 통해 체계화된 문서관리 및 협업이 가능하도록 구성되었다.
- Brity Mail: 이메일, 결재, 일정, 게시 커뮤니티 등 업무에 필요한 기능들을 제공하고, 폭넓은 협업을 위한 최적의 업무환경 구축을 지원한다.
- Brity Messenger: 실시간 채팅, 영상 대화, 화면 공유가 가능한 기업용 메신저로 언제 어디서나 접속이 가능하며 편리한 협업환경을 제공한다.

- EMM - 이 서비스는 본문 암호화, 복합 인증 및 자동화면 잠금 등 기본적인 보안기능과 최신 암호화 알고리즘을 적용한 단말기 관리(MDM)와 관리자가 직원들의 액세스를 중앙에서 관리 기능이 적용된 솔루션으로 MWC 2016에서는 단말기 분실이나 해킹에 의한 정보유출을 방지하는 기술이 적용된 기업용 모빌리티 관리 기능(EMM)을 탑재한 솔루션[미국 국가안전보장국(NSA) 산하 국가정보보증협회(NIAP) 인증]을 출품하기도 하였다.[31]

- Nexsign(Biometric Authentication) - 문자,기호 형태의 비밀번호 문제점에 대한 해결책으로 FIDO(Fast Identity Online)라는 사용자 인증 프레임워크를 활용한 생체인증 기술이 확산되면서 2015년 관련 솔루션을 출시하였고[32], 2017년 Nexsign으로 브랜딩 하였다. 지문, 얼굴, 음성인식을 활용하여 간편하게 인증을 획득, 주요 데이터에 쉽고 빠르고, 안전하게 접근할 수 있는 기능을 지원한다.[33]

#### RETAIL EXPERIENCE
삼성SDS는 빅데이터 분석, IoT, 비디오 분석 기능을 활용 오프라인 매장을 효율적으로 관리할 수 있는 솔루션을 개발하고 삼성전자 제품매장을 시작으로 자동차, 부동산 업종의 글로벌 기업에 솔루션을 공급하면서 신규시장을 개척하였다. 2019년 2월에는 이탈리아의 전시관 운영사 '피에라밀라노(Fiera Milano)'와 전략적 파트너십을 체결하여 Nexshop 및 최신 IT를 적용해 미래형 컨벤션센터를 단계적으로 추진하기로 하였다.
- Nexshop - 매장 영업을 위한 맞춤형 추천, 매장 영업인력 교육지원, 제품 광고 효과 분석, 매장 영업 및 재고 관리 등 다양한 기능이 탑재된 솔루션을 개발하였고 'Nexshop'으로 브랜딩 하였다.

1. Nexshop Behavior Sensing: 매장내 센서를 통해 고객의 매장 유입량과 매장 내 고객 선호도 데이터를 수집/분석하여 차별화된 마케팅을 지원, 고객 행동 데이터 분석 결과를 바탕으로 의사결정에 도움을 줄 수 있도록 개발되었다.
2. Nexshop Digital Experience: 대형 터치 스크린, VR 기기 등을 활용하여 매장 방문 고객에게 맞춤형 광고 및 제품 설명 컨텐츠를 제공 개인화된 프로모션을 지원하고 축적된 고객반응 데이터를 바탕으로 최적확된 컨텐츠 마케팅 스케줄링을 지원한다.
3. Nexshop Omni-Channel: 모바일 기반으로 온/오프라인 통합 상품 정보를 통해 고객에게 경험을 제공하고, 재고/판매정보 관리/분석을 통한 매장 판매전략 수립과 프로모션 관리/실행/성과 분석을 통한 매장 운영을 지원한다.

#### HEALTHCARE
삼성SDS는 1990년대부터 병원 정보화사업을 수행해왔다. 2011년에는 그룹차원으로 병원 패키지(병원건설,의료장비,시스템)수출 일환으로 SDS의 중동 시장 진출 교두보가 마련되었다.
2013년에는 사우디, UAE 국립 병원을 대상으로 병원정보시스템 수주를 위해 다각적인 영업활동을 하였으나 원청사의 일방적인 계약 해지로 사업이 중단되었다.
- Nexmed EHR - 삼성SDS는 전통적인 의료정보시스템 구축사업과 헬스케어 사업을 위해 전자,생명과 협업하여 특화 장비와 솔루션을 통해 개인 맞춤형 건강관리서비스를 제공하기 위한 사업을 병행 중이다.[41] 병원 원무 및 진료, 검사, 처방을 디지털화 하여 업무 효율성 제고 및 잠재 오류를 제거하고, 모바일 기기와 연계하여 의료진간 실시간 정보 공유 및 커뮤니케이션을 통해 최상의 의료서비스가 가능하도록 개발되었다.
- S-patch Cardio: 클라우드 기반의 웨어러블 심전도 모니터링 분석 솔루션으로 환자는 착용 편의성이 개선된 심전도 검사를 경험하고, 의료진은 초기투자 없이 더욱 신속하고 정확한 진단을 수행하도록 지원한다.

#### LOGISTICS
2011년 그룹내 물류시스템을 통합하는 등 물류사업을 본격화하였다.  IT기반 통합 물류 플랫폼인 첼로(CELLO) 개발하였고 이는 기업들의 물류업무 전체를 위탁받고, 3자 물류 업체들을 거느리며 물류 프로세스 전체를 관리하는 통합물류서비스를 가능하게 하였다.
2016년에는 SaaS 형 Cello를 공개하여 초기 IT 인프라 투자 부담없이 첼로 솔루션을 안정적으로 사용할 수 있게 하였다. 2017년 Cello 행사에서 Cello IoT 서비스를 선보였고, 머신러닝 기반의 수요 센싱(예측)을 통해 물류 효율화를 시킨 사례를 발표하였다.
- Cello - 공급망의 각 프로세스를 최적화하여 실시간으로 관리하며, 사전에 운송계획을 수립하고 결과를 분석할 수 있도록 설계되었다. 이를 통해 발생 가능한 물류지연을 미리 예방하고 최소 비용의 최단 배송경로 정보를 제공하여, 물류비용이 최소화될 수 있도록 지원한다. 이는 데이터 실시간 분석 알고리즘이 적용된 Brightics AI 기반 모니터링 기능과 Brightics IoT 플랫폼을 활용해 데이터를 수집하고 처리할 수 있는 기능이 적용된 물류 솔루션으로 많은 고객들에게 각광받고 있다.[45]

- 물류BPO - 해상/항공/육상 운송,창고 관리 및 통관 처리 등의 물류실행과 고객사 물류혁신 컨설팅을 포함하는 종합 물류 서비스를 제공하고 있다.[46]
- 첼로스퀘어 - 2021년 디지털 포워딩 서비스 첼로스퀘어(Cello Square)를 출시했다[47].

#### SECURITY
"들어오지 못하게, 나가지 못하게, 나가도 쓰지 못하게”라는 삼성SDS 고유의 보안관리 원칙을 기반으로 업종별 보안 전문성과 지능형 보안기술을 활용하여 비즈니스 환경에 맞는 보안 전략과 서비스를 제공한다. AI 기반의 위협 탐지를 통해 최신 랜섬웨어 악성코드 공격에 선제 대응이 가능한 보안서비스를 제공하고 있으며 보안 컨설팅, 클라우드 보안서비스, 보안관제서비스 및 위협관리보안서비스를 제공하고 있다.
- 보안컨설팅 - IT, 산업제어, Cloud 환경의 안전한 운영 및 관리, 효율적인 보안관제, 기업보안의 현상황 및 개선방향 제시 등 경영자/보안실무자를 위해 방법론을 기반으로 문제점을 평가하고 개선안을 도출하도록 설계되었다.

- 클라우드 보안서비스 - 클라우드에서 경험하는 On-premise 수준의 보안, 다양한 클라우드 환경을 아우르는 End-to-End 보안대책 적용을 통해 클라우드의 안전한 사용과 편의성을 극대화하는 최적의 보안서비스를 제공한다.

- 보안관제서비스 - 보안시스템의 로그를 실시간으로 수집 및 상관분석하여 지능화, 고도화되고 있는 보안 위협을 탐지하고, 발생 원인 분석을 통한 조치 및 재발방지 가이드를 통해 보안사고에 대응할 수 있는 서비스를 제공한다.

- 보안솔루션 - 머신러닝 기반 보안관제 솔루션 및 산업 제어 시스템의 보안 위협과 침입을 분석하고 탐지하는 위협관리 솔루션을 제공하여 고도화된 보안 위협을 사전에 예방하고 대응할 수 있도록 지원한다.

### IT 서비스

#### ITO
삼성SDS는 IT에 대한 전문성과 업종별 비즈니스에 대한 이해를 기반으로 사물인터넷, 클라우드, 빅데이터, 모바일 등 최신 IT기술이 적용된 서비스를 통해 컨설팅부터 시스템 구축, 운영까지 전자/제조/서비스/금융 등 다양한 전문 영역에 대해 맞춤형 IT서비스를 제공하고 있다.

#### ERP SERVICE
1994년 국내 최초 SAP구축 이후, 전세계 50여개국의 제조/화학/수주/서비스/금융 등 다양한 업종에 걸쳐 ERP 시스템 구축/운영 서비스를 제공하고 있다.

#### MAXIGENT
2002년 시스템 관리 솔루션인 Maxigent를 출시, 지속적으로 업데이트하여 자제척인 모니터링 기술로 이상 징후를 사전에 감지하여 장애 발생을 예방하고, 장애 발생시 빠른 감지와 정확한 원인 파악으로 신속히 대처할 수 있도록 설계되었다.

#### INFRASTRUCTURE SERVICES
30년간 전세계 500여개 고객사의 IT인프라를 구축 및 운영해 왔고, 이러한 경험을 바탕으로 데이터센터, 네트워크, 클라우드, 보안 등 IT인프라의 서비스를 제공, 특히 주요 제조사별 IT인프라 전문가 및 데이터센터 전문가들을 통해 체계적인 서비스를 지원하고 있으며 이러한 역량을 바탕으로 다양한 IT 인프라 서비스들을 시장에 선보이고 있다. 삼성SDS는 검증된 체크리스트를 통해 서버, 데이터베이스 네트워크, 보안, 시설 등 IT 인프라 전 분야에 대해 인프라 진단 서비스를 제공하고 있으며 전세계 500개 이상의 사업장에서 다양한 제조사가 공급한 6만대 이상의 IT 장비와 데이터 센터 및 시스템을 구축/운영하고 있다.

## 이사회
삼성SDS 이사회는 3명의 상근이사, 4인의 사외이사 등 총 7인으로 구성되어 있으며, 이사회내 위원회로 '경영위원회', '사외이사후보추천위원회', '내부거래위원회', '보상위원회', '감사위원회', 'ESG 위원회'를 설치 및 운영하고 있다. 이사회 이사 명단은 다음과 같다.
- 황성우: 삼성SDS 대표이사 사장[50]
- 안정태: 삼성SDS 경영지원실장 부사장
- 구형준: 삼성SDS 클라우드서비스사업부장 부사장
- 문무일: 사외이사, 법무법인세종 대표변호사
- 이재진: 사외이사, 서울대 데이터사이언스대학원 원장
- 신현한: 사외이사, 연세대학교 경영대학 교수
- 조승아: 사외이사, 서울대학교 경영대학 교수

## 사업장
삼성SDS에서 운영하고 있는 대한민국 내 사업장 위치는 다음과 같다.
- 본사(잠실 캠퍼스): 서울특별시 송파구 올림픽로 35길 125, 123 (신천동)
- 판교 IT Campus: 경기도 성남시 수정구 창업로 17(시흥동) 판교아이스퀘어
- 판교 물류 Campus: 경기도 성남시 분당구 대왕판교로 606번길 10 (백현동) 알파리움타워 1동
- 서울R&D 캠퍼스: 서울시 서초구 성촌길 56 (성촌동) E타워
- 상암 데이터센터: 서울 특별시 마포구 월드컵북로 60길 24
- 수원 데이터센터: 경기도 수원시 영통구 삼성로 168번길 10(매탄3동)
- 춘천 데이터센터: 강원도 춘천시 옛경춘로 409-14(칠전동)
- 동탄 데이터센터: 경기도 화성시 동탄대로9나길 14(송동)
- 구미 데이터센터: 경상북도 구미시 3공단3로 302(임수동)

## 수상내역
- 2001년 11월: WiseVIEW 대한민국 S/W 공모전 대통령상
- 2002년 11월: 2002 매경-부츠앨런 지식경영대상수상
- 2002년 12월: 제1회 디지털 지식경영 대상 수상 (정보통신부 주관)
- 2003년 5월: 한국서비스대상 통신시스템부문 3년 연속 수상[삼성네트웍스]
- 2003년 10월: '대한민국S/W대상’(정보통신부) 수상
- 2004년 12월: 2004 디지털지식경영대상 IT기업부문 우수기업상 수상
- 2005년 3월: 남녀고용평등 우수기업 대통령상 수상 (노동부)
- 2005년 11월: 「올해의 프로젝트 賞(the project of the year 2005)」수상 (itSMF)
- 2007년 1월: 교육사업부 '제5회 한국HRD대상' 우수교육기관부문 대상 수상
- 2007년 12월: e-Campus '07 대한민국 교육브랜드 대상 수상
- 2008년 9월: 멀티캠퍼스 노동부 주최 '우수교육훈련프로그램경진대회' 3개 부문 대상 수상
- 2008년 12월: 멀티캠퍼스 '08 대한민국 교육브랜드 대상 6년 연속 수상, 방송통신위원회 선정 '제7회 정보보호대상' 인터넷부문 대상 수상
- 2009년 1월: 인터넷전화기 독일 IF 디자인상 수상[삼성네트웍스]
- 2010년 4월: 제55회 정보통신의 날, 대통령 표창 수상
- 2010년 12월: 글로벌 최고 지식기업賞 (英Teleos) Individual Operating Unit 부분 1위
- 2011년 8월: 독일 레드닷 커뮤니케이션 디자인상 수상(친환경 제품 패키지 디자인) [삼성SNS]
- 2011년 11월: SW대중소기업동반성장 우수사례 대상(大賞) 수상
- 2011년 12월: 대한민국 인터넷대상 수상 (방송통신위원회) [삼성SNS]
- 2012년 1월: 고용노동부 선정 '11年 고용창출 100大 우수기업 수상
- 2012년 3월: 납세자의 날, 고액납세의 탑 수상
- 2012년 5월: 미국 IDEA 디자인 어워드 수상(스마트 도어록) [삼성SNS]
- 2012년 11월: 모바일데스크(Mobile Device Management 솔루션) '글로벌SW공모대전' 대통령상 수상
- 2013년 4월: True Company(장애인고용신뢰기업)상 금상 수상
- 2013년 5월: 미국 IDEA 디자인 어워드 수상(스마트 홈 어플리케이션) [삼성SNS]
- 2013년 10월: 대한민국 디자인대상 산업통상자원부 장관상 수상(산업통산자원부) [삼성SNS], 대한민국 동반성장 기업 대상 수상
- 2014년 2월: iF 디자인상 수상 (신개념 도서관 인터페이스 'Knowledge Forest', IHD(In Home Display))
- 2014년 10월: 아시아 최고 지식경영기업賞(英 Teleos) "Asian MAKE" 13년 연속 수상 (2002년~)
- 2015년 12월: FIDO 솔루션, 대한민국 인터넷대상 대통령상 수상
- 2016년 9월: 독일 Reddot디자인상 3개 부문 수상 (Smart Home App, Cello Square, Samsung SDS Enterprise Conferencing)
- 2017년 2월: Samsung Mobile Security Management Suite, 국내 IT서비스/솔루션 업계 최초 글로모 어워즈(Global Mobile Awards) 2017 수상
- 2017년 3월: 독일 Reddot 디자인상 수상(SGP, Angel Talk, Hybrid Workspace)
- 2017년 6월: iF 디자인상 수상 (Knox Meeting, Cello Square, sHome)
- 2017년 6월: 대한민국 Good Design상 수상(Smart Doorlock, Smart Home)
- 2017년 10월: 미국 IDEA 디자인상 수상 (Matcher, Angel Talk, Brightics)
- 2018년 2월: iF 디자인상 수상(OPUS)
- 2018년 2월: 대한민국 HCI Korea 2018 Creative Award 대상 수상(Angel Talk)
- 2018년 2월: 특허청장 표창 - 자체 보유 특허 개방을 통한 파트너사와의 동반성장(삼성SDS)
- 2018년 6월: CEE 스마트홈 혁신부문 금상 수상(Smart Doorlock)
- 2018년 7월: 대한민국 디지털경영혁신대상 수상(Nexledger)
- 2018년 8월: CIO 100 Awards 수상(Nexplant, Brightics AI)
- 2018년 9월: 독일 UX Design Awards 수상(FLOW)
- 2018년 9월: 미국 IDEA 디자인상 수상(FLOW, OPUS, Cello Smart LMD)
- 2018년 10월: 독일 Reddot 디자인상 수상(FLOW)
- 2018년 11월: 대한민국 Good Design상 수상(Smart Doorlock, Smart Home)
- 2018년 12월: 대한민국 동반성장지수 평가 최우수 수상(삼성SDS)
- 2019년 2월: iF 디자인상 수상(Smart Doorlock, FLOW, Design Thinking Toolkit)
- 2019년 4월: 대한민국 ImpcT-ech대상 수상(Brightics Studio)
- 2019년 5월: CIO 100 Awards 수상(Nexplant, Brightics)
- 2019년 6월: 대한민국 동반성장지수 평가 최우수 수상(삼성SDS)
- 2019년 7월: 독일 Reddot 디자인상 수상(Smart Doorlock)
- 2020년 5월: CIO 100 Awards 수상 (Brightics)
- 2020년 7월: Gartner Communication Awards Finalist 선정 (CR팀, 개발역량사무국)
- 2020년 9월: 미국 IDEA Design Awards 수상 (Nextplant Safety)
- 2020년 9월: 대한민국 동반성장지수 평가 최고등급 ‘최우수’ 기업표창 수상
- 2020년 10월: 독일 Reddot 디자인상 수상 (Monitoring Risk Tracker)
- 2020년 10월: IDC DX Awards 수상 (Nexledger)
- 2020년 10월: 국내외 AI 경진대회 (HotpotQA, 코쿼드 1.0 & 2.0) 1위
- 2020년 11월: Brity RPA, 대한민국 SW제품 품질대상 최우수상 수상
- 2020년 12월: 동형암호기술, 국제 유전체(게놈) 정보분석 보안경진대회 1위
- 2021년 8월: CIO 100 Awards 수상 (Brity RPA, Brightics Law, AI/ML 기반 DT, Development Platform 적용 프로젝트)
- 2021년 9월: UX Design Awards 수상 (Mobile Portal App for Enterprise)
- 2022년 5월: iF 디자인상 수상 (Nexplant 3D eXcellence, BOKOMI, Marimverse)
- 2022년 7월: 독일 Reddot 디자인상 수상 (Nexplant 3D eXcellence)
- 2022년 8월: CIO 100 Awards 수상 (Brightics IoT)
- 2023년 9월: Reddot Brand & Communication Design 수상(TX360° 고객통합경험관리 플랫폼)
- 2023년 9월: Reddot Design Concept Best of the Best 수상(TX360° 고객통합경험관리 플랫폼)